# John Buscema
John Buscema, all'anagrafe Giovanni Natale Buscema (New York, 11 dicembre 1927 – Port Jefferson, 10 gennaio 2002), è stato un fumettista statunitense.
Viene spesso citato con i nomignoli "Big John" e "Michelangelo dei fumetti". Fu uno dei pilastri della Marvel Comics durante la sua ascesa negli anni '60 e '70 a leader del settore e la sua successiva espansione in un importante conglomerato della cultura pop. La sua fama è dovuta principalmente al suo lavoro con i supereroi per la Marvel Comics, in particolare per Silver Surfer, e per i moltissimi albi di Conan il barbaro realizzati sempre per la Marvel, quando deteneva i diritti sul personaggio. Fra i personaggi Marvel che ha contribuito a creare ci sono Ultron, Visione, Prowler, Mefisto, Nova, Nebula e She-Hulk.
Nel 2002 fu inserito nella Will Eisner Comic Book Hall of Fame.
Era il fratello maggiore di Sal Buscema, anch'egli fumettista.

## Carriera

### Primi anni ed esordi
Nato a Brooklyn, quartiere di New York, da genitori siciliani (originari di Pozzallo, nel ragusano), John ha studiato al liceo High School of Music and Art a Manhattan. Dopo il liceo ha frequentato il Pratt Institute diplomandosi in disegno e appassionandosi ai maestri del Rinascimento italiano, ha studiato disegno dal vero al Brooklyn Museum per un anno. Sin da giovane era appassionato di fumetti, in particolare del Prince Valiant di Hal Foster, del Flash Gordon di Alex Raymond e del Tarzan disegnato da Burne Hogarth.
Questi artisti ebbero una notevole influenza sull'opera di Buscema. Ha anche visitato diversi musei per studiare le opere di Michelangelo, Leonardo da Vinci, Raffaello Sanzio e Peter Paul Rubens.  Allo stesso tempo ha seguito anche l'opera di artisti contemporanei come Norman Rockwell, Dean Cornwell, Coby Whitmore, Albert Dorne e Robert Fawcett. Proprio questi suoi studi e il suo stile vigoroso e dinamico contribuirono a farlo soprannominare il "Michelangelo dei fumetti". John ha realizzato illustrazioni per libri e riviste come American Legion, e layout pubblicitari Eastern Airlines e Seagrams Whiskey.
Nel 1948 ha lavorato per un breve periodo per la Timely Comics/Atlas Comics (poi diventata Marvel Comics). Ha servito U.S. Army nel 1951, prima di ricevere il congedo con onore a causa di un'ulcera peptica, si è sposato nel 1953.

### L'inizio della collaborazione con Stan Lee
Durante gli anni di crisi dell'industria del fumetto, John ha lavorato in pubblicità per poi tornare nuovamente ai fumetti nel 1966 iniziando a collaborare con Stan Lee. Buscema in questo periodo lavora alla serie dei Vendicatori, a Sub-Mariner e alla prima testata dedicata all'Uomo Ragno, The Amazing Spider-Man, dove collabora anche con John Romita Sr. e crea il personaggio di Prowler.
La dinamica di narrazione visiva della Marvel Comics era stata definita dall'artista Jack Kirby, co-creatore, insieme a Lee, di quasi tutti i personaggi della Marvel. A Buscema Lee aveva chiesto di incorporare nelle sue opere gli effetti di scorcio e le coreografie di combattimento distintivi di Kirby. Buscema li combinò con le sue espressioni facciali più vivaci e la muscolatura più accurata. 
Nel 1968, ciò risultò nella sua collaborazione più memorabile con Lee, Silver Surfer. Kirby aveva introdotto il personaggio nel fumetto dei Fantastici Quattro nel 1966, quando visualizzò uno scintillante araldo per il divoratore di pianeti Galactus. Il mondo viene risparmiato, anche grazie agli appelli del Surfista, ma il suo padrone lo bandisce sulla terra. La magniloquenza di Lee e le figure melodrammatiche di Buscema ridefinirono Silver Surfer nel suo fumetto solista, rivelando un tragico alieno imprigionato sulla terra, che dispera della disumanità dell'umanità in soliloqui angosciati e tuttavia lotta in nostra difesa. Il nobile surfista espresse molti dei sentimenti di alienazione e protesta della giovane America. Il taglio maturo dato alla narrazione, il lirismo dei testi e le inusuali inquadrature di Buscema, fecero della serie di Silver Surfer un grande successo di critica, tanto che la serie vinse per due anni consecutivi, nel 1968 e nel 1969, il prestigioso premio Alley. Il pubblico però, probabilmente impreparato ai toni adulti e di denuncia della serie, piano piano si allontanò dal personaggio, inducendo la Marvel dopo 18 numeri a decretarne la sospensione. Inoltre la scelta di Buscema ebbe effetti importanti sul futuro della Marvel. Quando Lee scelse il perfezionista Buscema per la serie, Kirby si sentì oltremodo amareggiato e Silver Surfer restò di fatto uno dei motivi del divorzio della coppia d'oro (Stan Lee e Jack Kirby) e del suo addio alla Marvel.
Fra i vari personaggi che Buscema ha co-creato in questo periodo, nella serie su Silver Surfer, c'è l'arcidemone Mefisto.

### Conan il barbaro
Dopo che Kirby lasciò la Marvel nel 1970, Lee affidò a Buscema anche i Fantastici Quattro e Thor. Nel corso degli anni, Buscema ha disegnato quasi tutti i personaggi della Marvel, battezzando anche She-Hulk, la versione femminile di Hulk dalla pelle verde, e, con lo scrittore Roy Thomas, aggiornando Visione ridefinendolo come un androide con sentimenti.
Dal 1973 al 1975, Buscema divenne il disegnatore ufficiale dei fumetti di Conan il barbaro, succedendo a Barry Windsor-Smith, e, al suo apice, disegnava quasi 70 pagine di Conan ogni mese, oltre a, dal 1978, una striscia di giornale ogni giorno. Un tale volume di impegni significava che Buscema doveva preparare i lavori a matita affinché altri potessero inchiostrarli, anche se lui si rammaricava sempre di non riuscire a finire da solo le sue opere. Tra la fine degli anni settanta e buona parte degli anni ottanta disegnò più di 200 albi di Conan il barbaro. I suoi disegni divennero il modello per il film Conan il barbaro del 1982 con Arnold Schwarzenegger. Disegnò anche alcuni story board per il film e del film Buscema ha poi curato un adattamento a fumetti, sceneggiato da Michael Fleisher, dalla trama lievemente ridotta e modificata, pubblicata sempre dalla Marvel Comics nello stesso anno, sia in Marvel Super Special #21 che come serie limitata di due numeri; il fumetto è stato uno dei tascabili più rari pubblicati dalla Marvel. Lo stesso avvenne per l'adattamento cinematografico di Conan il distruttore del 1984, il sequel di Conan il barbaro, sempre con Schwarzenegger nel ruolo del guerriero cimmero. In quel caso l'adattamento a fumetti è stato pubblicato sia in Marvel Super Special #35 che come serie limitata di due numeri. Quello di Buscema con Conan è stato uno dei rapporti artistici più prolifici fra un fumettista e un singolo personaggio. In questo periodo si creò anche un rapporto professionale molto saldo tra Buscema e lo scrittore Roy Thomas, autore delle storie. Tra i due si era instaurata quasi un'empatia professionale, che nell'arco degli anni permise di produrre opere di grande spessore artistico, dove la qualità delle sceneggiatura era esaltata da un comparto grafico mozzafiato: praticamente un binomio perfetto. Per 14 anni Buscema lavorò al personaggio occupandosi di tutte le testate dedicate al guerriero cimmero, infatti oltre alla serie di Conan il barbaro Buscema fu anche disegnatore della serie La spada selvaggia di Conan (fino al 1984) e di Re Conan (fino al 1982). Lavorò alla serie Conan il barbaro fino al 1987.

### Lo stile Marvel
Dal 1975 al 1978, Buscema ha gestito una scuola per artisti di fumetti a Manhattan. Il suo stile di disegno è stato riconosciuto come "stile Marvel": è per questo che proprio lui ha affiancato Stan Lee nel filmato How to Draw Comics the Marvel Way e nella stesura del corrispondente manuale. Molti degli artisti più importanti di oggi citano Buscema come la loro influenza principale. "Se Michelangelo avesse scelto di disegnare storyboard con matita e penna, il suo stile sarebbe stato vicino a quello di Big John", ha osservato Lee. "Dovevo solo dargli un nocciolo breve di una trama, e lui l'avrebbe arricchita con le sue magnifiche illustrazioni."
Nel 1977 Buscema lancia la versione Marvel di Tarzan, personaggio passato quell'anno dalla DC Comics alla Marvel Comics, che decise di fare ripartire l'omonima serie a fumetti dal primo numero affidandola a Buscema dal giugno 1977 all'ottobre 1979.
Nel 1978, viene pubblicato "The Art of John Buscema" di Sal Quartuccio, una retrospettiva che comprendeva un'intervista, schizzi e disegni inediti.
Sempre in quegli anni Buscema disegna anche Nova e Ms. Marvel. Oltre ai suoi impegni regolari, realizzava copertine e disegni anche per Capitan America, Capitan Bretagna, Daredevil, Shang-Chi - Maestro del Kung Fu, Red Sonja e Warlock.
Nel 1981 realizza Superman and Spider-Man, il "sequel" del crossover Superman & l'Uomo Ragno (Superman vs. the Amazing Spider-Man) del 1976.
A metà degli anni ottanta torna a lavorare alla serie dei Vendicatori come disegnatore principale.
Buscema torna a fare coppia con Stan Lee nel 1988 realizzando la graphic novel Silver Surfer: Judgment Day, costituita per la maggior parte da pagine caratterizzate da un'unica splash, che esaltavano lo stile neoclassico di Buscema e la maestosità del personaggio. 
Nello stesso anno lancia la serie su Wolverine. Il risultato finale fu entusiasmante, con la realizzazione di tavole di grande impatto emozionale, soprattutto per l'accuratezza e la sensualità delle figure femminili. Il personaggio di Wolverine colpì favorevolmente Buscema, essendo caratterizzato da molti punti in comune con quello di Conan: entrambi sprigionavano ferocia, inclini alla violenza e alla fisicità, ma con una solida morale che li nobilitava. Gli ultimi numeri di Wolverine, furono disegnati da Buscema e inchiostrati da Bill Sienkiewicz, ma quest'ultimo apporto lo disturbò non poco. Infatti, il carattere forte di Sienkiewicz copriva e stravolgeva le matite, alterando il lavoro dell'artista, rendendolo poco riconoscibile.
Probabilmente questa fu una delle ragioni che portò Buscema ad abbandonare il personaggio e a dedicarsi al personaggio del Punitore.
All'inizio degli anni novanta Buscema realizzò quindi una serie di storie con protagonista il Punitore sulla testata Punisher War Zone; questa è l'ultima volta che Buscema è all'opera su una serie regolare. Nel 1994 realizza anche la graphic novel The Punisher: A Man Named Frank, un racconto western, sempre con il Punitore protagonista, ma ambientato in un universo parallelo. Una menzione particolare bisogna farla poi per The Punisher meets Archie, sempre del 1994, dove Buscema, inchiostrato da Palmer, lavorò a quattro mani, occupandosi solo dei disegni del Punitore e lasciando disegnare Archie a Stan Goldberg. Il risultato finale fu assolutamente inedito e sorprendentemente gradevole e apprezzato.
Buscema è rimasto alla Marvel fino al 1996. Tra i personaggi più riusciti da lui disegnati si ricordano Silver Surfer, i Vendicatori, i Fantastici Quattro, Thor, Conan il barbaro.

### La collaborazione con la DC Comics
Nel 2000 Buscema lavorò per la DC Comics per la prima volta, come disegnatore di Batman: Black & White. Poi collaborò con Stan Lee nel 2001 realizzando Just Imagine Stan Lee and John Buscema Creating Superman. Infine sempre per la DC Comics portò a termine i disegni di Superman: Blood of my Ancestors, iniziato da Gil Kane, morto nel frattempo.

## Vita personale
John Buscema si è sposato nel 1953 con la moglie Dolores e ha vissuto a Port Jefferson, una città nello stato di New York.
Era molto legato all'Italia (i suoi genitori erano nativi della Sicilia) e periodicamente si stabiliva presso parenti nel piccolo paese di Pozzallo, in provincia di Ragusa.
Ammalatosi di cancro allo stomaco alla fine del 2001, è morto nel gennaio del 2002 a Port Jefferson, ha lasciato sua moglie Dolores, i suoi figli John Jr. e Dianne e sua nipote Stephanie Buscema, illustratrice freelance e fumettista, che ha iniziato inchiostrando proprio suo nonno.

## Opere

### Fino al 1950
- Crimefighters n. 7 (copertina), nn. 4, 5, 7, 8, 10 (Atlas/Timely Comics, 1948-49)
- Lawbreakers Always Lose! nn. 6, 8 (copertina), nn. 3, 5, 8, 9 (Atlas/Timely Comics, 1948-49)
- All True Crime Cases n. 33 (copertina), 32, 34, 35 (Atlas/Timely Comics, 1949)
- Tex Morgan n. 5 (copertina), dal n. 4 al n. 7 (Atlas/Timely Comics, 1949)
- Cowboy Romances n. 1, 2, 3 (Atlas/Timely Comics, 1949)
- Love Trails n. 1 (Atlas/Timely Comics, 1949)
- Western Outlaws and Sheriffs n. 60, 62 (Atlas/Timely Comics, 1949/1950)
- Justice n. 8, 9, 11, 13, 16 (Atlas/Timely Comics, 1949/1950)
- Faithful nn. 1, 2 (Atlas/Timely Comics, 1949/1950)
- Love Adventures n. 1, 3, 6 (Atlas/Timely Comics, 1949/1951)
- True Complete Mistery n. 5, 6 (Atlas/Timely Comics, 1950)
- True Life Tales n. 8 (erroneamente numerata 1) (Atlas/Timely Comics, 1950)
- True Secrets n. 3 (Atlas/Timely Comics, 1950)
- Man Comics n. 1 e 2 (solo copertine), 3, 4 (Atlas/Timely Comics, 1950)
- True Adventures n. 3 (Atlas/Timely Comics, 1950)
- Suspense n. 4 (Atlas/Timely Comics, 1950)
- Romances of the West n. 1, 2 (Atlas/Timely Comics, 1950)
- Young Men n. 4, 5 (Atlas/Timely Comics, 1950)
- Amazing Detective (Atlas/Timely Comics, 1950)
- Two-Gun Western n. 5 (Atlas/Timely Comics, 1950/1952) (Apache Kid)
- Kid Cowboy n. 2, 3 (Ziff-Davis, 1950)
- Famous Stars n. 3 (Ziff-Davis, 1950)
- Mr. Risk n. 7, 2 (Ace Magazines, 1950)
- Nuggets Nugent n. 28, 29 (Wanted Comics Group/Orbit, 1950)
- Wild Bill Pecos n. 28, 31 (Wanted Comics Group/Orbit, 1950/1951)

### 1951-1960

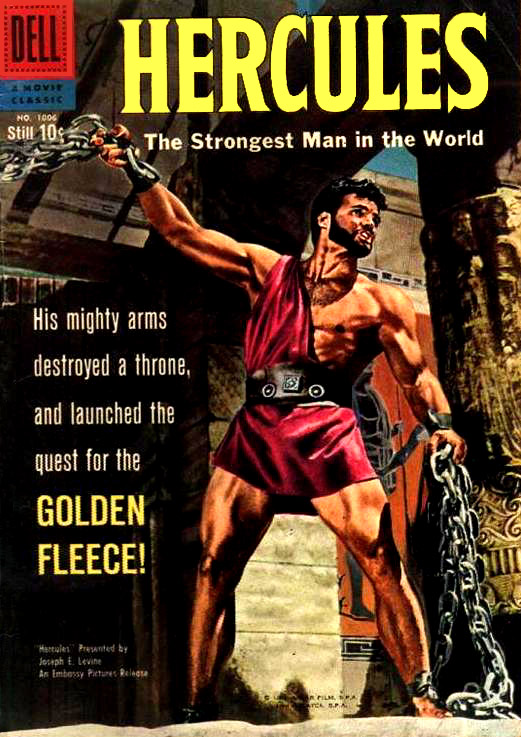
Four Color Series II n.1006 di cui John ha disegnato la storia di Ercole

- Love Letters (Quality Comics, 1951)
- Lobo n. 37 (Wanted Comics Group/Orbit, 1951)
- Wild Bill Pecos n. 33, 34, 35, 36 e 40 (Wanted Comics Group/Orbit, 1951)
- Adventures into Weird Worlds n. 18 (Atlas/Timely Comics, 1953)
- Lorna The Jungle Queen n. 1 (Atlas/Timely Comics, 1953)
- Mystic n. 21 (Atlas/Timely Comics, 1953)
- Strange Tales n. 22, 68 (Atlas/Timely Comics, 1953/1959)
- The Hawk 3D n. 2 (St. John Publications / Jubilee, 1954)
- Kid Cowboy n. 2, 3 (St. John Publications / Jubilee, 1954)
- Roy Rogers Comics, n. 74, n. 108 (Dell Publishing, 1954, 1956)
- Love Tales n. 61 (Atlas/Timely Comics, 1955)
- Four Color Series II n. 684. Hellen of Troy, ispirato al film Elena di Troia (Dell Publishing, 1956)
- Nature Boy, n. 3, n. 5 (Charlton, 1956-57)
- Nature Girl n. 5 (Charlton, 1957)
- Lives of Presidents (Dell Publishing, 1957)
- Four Color Series II n.762. The Sharkfighters, ispirato al film Cacciatori di squali (Dell Publishing, 1957)
- Four Color Series II n.775. Sir Lancelot and Brian, ispirato alla serie televisiva The Adventures of Sir Lancelot (Dell Publishing, 1957)
- Four Color Series II n.794. Count of Monte Cristo, ispirato al film Il conte di Montecristo (Dell Publishing, 1957)
- Dell Giant Comics: Cadet Gray Of West Point (Dell Publishing, 1958)
- Pedro (Fox Features, 1958)
- Luke Short's Western Stories (Dell Publishing, 1958)
- Four Color Series II n.910. The Vikings, ispirato al film I vichinghi (Dell Publishing, 1958)
- Four Color Series II n.944. Seventh Voyage of Simbad, ispirato al film Il 7º viaggio di Sinbad (Dell Publishing, 1958)
- White Eagle Indian Chief, n. 30, n. 31, n. 32, n. 33 (Dell Publishing, 1958-59)
- Red Wing (Dell Publishing, 1958-59)
- Adventures into the Unknown, n. 100, n. 106, dal n. 108 al n. 110, n. 158, n. 165 (American Comics Group / B & I, 1958-59 (n. 158, n. 165 contiene ristampe))
- Tales of Suspense, n. 1, n. 3 (Atlas/Timely Comics, 1959)
- Tales to Astonish n. 2 (Atlas/Timely Comics, 1959)
- Strange Worlds, n. 3, n. 4 (Male, 1959)
- My Own Romance (Atlas/Timely Comics, 1959)
- Four Color Series II n.1006. Hercules, ispirato al film Le fatiche di Ercole (Dell Publishing, 1959)
- Forbidden Worlds, n. 75, n. 79, n. 81, n. 82, n. 140 (American Comics Group, 1959/1960 (n. 140 è ristampa))
- Four Color Series II n.1077. The Deputy, ispirato alla serie televisiva  The Deputy (Dell Publishing, 1960)
- Four Color Series II n.1130. The Deputy, come sopra (Dell Publishing, 1960)
- Four Color Series II n.1139. Spartacus, ispirato al film Spartacus (Dell Publishing, 1960)

### 1966-1970

Silver Surfer disegnato da John Buscema

- Strange Tales, n. 150 (1966; Nick Fury, Agent of SHIELD)
- Tales to Astonish, dal n. 85 al n. 87 (1966-67; The Incredible Hulk)
- The Avengers, n. 41, n. 44, dal n. 46 al n. 47, dal n. 49 al n. 62, dal n. 74 al n. 85, n. 94, dal n. 97 al n. 99, n. 105, n. 121, n. 124, n. 125, n. 152, n. 153  (1967-1974)
- The Uncanny X-Men, n. 42, n. 43, n. 45 (1968)
- The Avengers King-Size Special, n. 1, n. 2, n. 3 (1967, 1968, 1969)
- Prince Namor, The Sub-Mariner, dal n. 1 al n. 8, n. 20, n. 24, (1968, 1970)
- Silver Surfer, dal n. 1 al n. 17 (1968-1970)
- Chamber of Darkness, dal n. 1 al n. 3 (1969)
- Tower of Shadows, n. 1, n. 2 (1969)
- Captain America, n. 115 (1969)
- Captain Marvel, dal n. 18 al n. 21 (1969)
- Rawhide Kid (1969)
- Our Love Story, dal n. 1 al n. 3, dal n. 5 al n. 7, n. 9, n. 11, n. 13, n. 16, n. 19 (1969-1970)
- Alter Ego, n. 10, n. 14, (J.Bails/R.Thomas, 1969, 1972)
- The Amazing Spider-Man, n. 72, n. 73, dal n. 76 al n. 81, n. 84, n. 85 (1969-1970)
- Astonishing Tales featuring, n. 2, dal n. 4 al n. 6, n. 9, n. 12, n. 13 (1970)
- Amazing Adventures, n. 1, n. 2, n. 4, n. 5, n. 9 (1970; Inumani, Vedova Nera)

### 1971-1980

Copertina di Conan il barbaro Collection n. 1, Panini Comics, disegni di John Buscema del 1973

- Tower of Shadows Special, n. 1 (1971; ristampa di Tower of Shadows, n. 2)
- Savage Tales, (prima serie), n. 1, n. 2, dal n. 6 al n. 8 (1971/1973, 1974; con Conan e Ka-Zar)
- Ka-zar (prima serie), n. 2 (1971; ristampa di Savage Tales prima serie)
- Realm, n. 4, n. 5, (Everyman Studios 1971, 1972)
- Our Love Story, dal n. 21 al n. 24, n. 27, n. 34, n. 35 (1971-1975)
- The Mighty Thor, n. 178, dal n. 182 al n. 226, dal n. 233 al n. 238, dal n. 241 al n. 252, dal n. 256 al n. 258, dal n. 272 al n. 278, dal n. 283 al n. 285 (1971-1979)
- Ka-zar, Lord of the Hidden Jungle (Vol.2), n. 1, dal n. 5 al n. 10 (1974-1975)
- The Fantastic Four, dal n. 107 al n. 130, dal n. 132 al n. 141, n. 160, dal n. 173 al n. 175, n. 202 (1971-1979)
- Chamber of Darkness Special, n. 1 (1972; ristampa di Chamber of Darkness, n. 1)
- The power of...Warlock, n. 2 (1972)
- Jungle Action, n. 1, n. 22 (1972, 1976)
- Shanna, the She Devil, n. 3 (1973)
- Worlds Unknown, n. 4 (1973)
- Marvel Treasury Editon.Wizard of Oz (1973)
- Tales of the Zombie, n. 1 (1973)
- Crazy magazine, n. 2 (1973)
- Dracula Lives!, n. 3, n. 6 (1973/1974)
- Marvel Tales, n. 62 (1975)
- Dracula Lives! Annual, n. 1 (1975)
- The Monster of Frankenstein, n. 7, n. 9, n. 10 (1973-1974)
- Conan the Barbarian, dal n. 25 al n. 36, n. 38, n. 39, dal n. 43 al n. 56, dal n. 58 al n. 68, dal n. 70 al n. 86, dal n. 88 al n. 91, dal n. 93 al n. 126 (1973-1981)
- Strange Tales, n. 174 (1974; compare il Golem)
- Giant-Size Conan the Barbarian, n. 2 (1974)
- Giant-Size Fantastic Four, n. 2, n. 4 (1974/1975)
- Savage Sword of Conan, dal n. 1 aln.  5, n. 7, dal n. 10 al n. 12, dal n. 15 al n. 24, dal n. 26 al n. 28, n. 31, n. 32, n. 34, n. 36, n. 38, dal n. 40 al n. 43, n. 45, dal n. 47 al n. 58 (1974-1980)
- Man-Thing, n. 12, n. 13, n. 16 (1974-1975)
- Giant-Size Man-Thing, n. 2, n. 5, 1974, 1975
- Super-Villain Team-Up, n. 1 (1975; con Namor e il Dottor Destino)
- Giant-Size Super-Villain Team-Up, n. 2 (1975; con Namor e il Dottor Destino)
- The hands of Sang-Chi, Master of Kung-Fu, n. 27 (1975)
- Son of Origins of Marvel Comics, (Fireside Book Series. Simon & Shuster) (1975) [contiene le ristampe]
- Doc Savage, the man of bronze, n. 1, n. 3 (1975/1976)
- FOOM Magazine, n. 12, n. 13, n. 14  (1976, 1977)
- The Incredible Hulk, n. 202 (1976)
- Skull, the Slayer, n. 6 (1976)
- Defenders, n. 32 (1976)
- Marvel Triple Action, dal n. 33 al n. 36, n. 38, n. 39, dal n. 41 al n. 44, n. 46, n. 47 (1976/1979)
- Tomb of Darkness, n. 1 (1976) [è la ristampa di "Chamber of Darkness, n. 1"]
- The Man Called Nova, n. 1, n. 2, n. 21 (1976-1978)
- Unknown Worlds of Science Fiction Special (1976)
- Conan the Barbarian Annual, n. 2, n. 3, n. 4, n. 5, n. 7 (1976, 1977, 1978, 1979)
- The Fantastic Four Annual, n. 11, n. 13 (1976, 1978)
- The Mighty Thor Annual, n. 5, n. 8 (1976, 1979)
- Howard the Duck, n. 3 (1976)
- Howard the Duck (magazine), n. 4 (1977)
- The Rampaging Hulk (magazine), n. 1 (1977)
- Daredevil, n. 86, n. 87, n. 136, n. 137, n. 142 (1972, 1976, 1977)
- Marvel Treasury Edition, n. 15, n. 19, n. 23 (1977, 1979) [sono le ristampe di Savage Sword of Conan e di Conan (Fumetti), con colori e nuovo montaggio]
- Marvel Super Special, n. 1 (1977) [Kiss]
- Marvel Super Special, n. 2, n. 9 (1977, 1979) [Conan]
- Ms.Marvel, dal n. 1 al n. 3, n. 7, n. 15 (1977, 1978)
- Peter Parker, the Spectacular Spider-Man, n. 10 (1977)
- Marvel Spotlight on..., n. 30 (1977) [Warriors Three (Fandral, Hogun, Volstagg)]
- Marvel Two-in-One, n. 30 (1977)
- Tarzan, dal n. 1 al n. 19, dal n. 20 al n. 25, n. 28 (1977-1979)
- Tarzan Annual, n. 1 (1977)
- Captain Britain dal n. 24 al n. 30 (Marvel UK, 1977)
- Star Trek (Peter Pan Records, 1977)
- Conan (Peter Pan Records, 1977) [Storia poi riprodotta in "Conan the Barbarian, n.  116"]
- Young Tarzan in Pizzazz (Peter Pan Records, 1977-1978)
- Vera Valiant, [striscia quotidiana e domenicale] (1977)
- Conan (desde 04-10-1978) [89 strisce quotidiani e 11 supplementi domenicali]
- Captain America, n. 217 (1978)
- What If? Vol. 1, n. 10, n. 13, n. 15 (1978, 1979)
- Red Sonja Vol. 1, n. 12, n. 13, n. 15 (1978, 1979)
- Black Panther, n. 15 (1979)
- Marvel Super Special, dal n. 11 al n. 13 (1979) [Warriors of the Shadow Realm]
- Marvel Super Action, n. 14, n. 15, n. 18, n. 20, dal n. 21 al n. 23, n. 35, n. 37 (1979-1981 [ristampa nella maggioranza]
- Francis, Brother of the Universe: his complete life's Story (Marvel Comics Group/Franciscan Communications Office, 1980)
- The Savage She Hulk, n. 1, n. 2 (1980)
- King Conan, dal n. 1 al n. 9 (1980)
- Tomb of Dracula (Vol.2), n. 4, n. 5 (1980)
- Marvel Preview, n. 22, n. 23 (1980) [King Arthur]
- Bizarre Adventures, n. 26, n. 27, n. 29, n. 30 (1980-1982)

### 1981-1990
- Savage Sword of Conan, dal n. 60al n. 64, dal n. 66 al n. 68, dal n. 70 al n. 79, n. 81, n. 87, n. 88, dal n. 90 al n. 93, n. 95, n. 96, dal n. 98 al n. 101 (1981-1984)
- Spider-Man vs. Superman (Marvel Treasury Edition, 1981) [pubblicazione con DC Comics]
- Epic Illustrated, n. 1, n. 9, dal n. 11 al n. 13 (1981-1982) [vari; Weirdworld]
- The Savage Sword of Conan, n. 65, n. 66, dal n. 79 al n. 81 (1981-1982) [Bront]
- Marvel Movie Spotlight: Raiders of the Lost Ark, n. 1 (1982)
- Crazy magazine, n. 82 (1982)
- Fantastic Four Roast (1982)
- Marvel Super Special, n. 21, n. 35 (1982, 1984) [Conan, L'adattamento ufficiale del Film]
- Conan the Barbarian Movie Special, n. 1 e n. 2, (1982) [ristampa di "Marvel Super Special, n.  21"]
- Conan the Barbarian, dal n. 136 al n. 159, n. 161, n. 162, n. 163, dal n. 165 al n. 185, dal n. 187 al n. 190 (1982-1984)
- Kull the Conqueror (Vol.2), n. 1 (1982)
- King Conan, n. 17 (1983)
- Kull the Conqueror (Vol.3), dal n. 1 al n. 3, dal n. 5 al n. 7, n. 9, n. 10 (1983-1985)
- Magik (Vol.1), n. 1, n. 2, n. 3 (1983-1984)
- The Avengers, dal n. 255 al n. 279, dal n. 281 al n. 300 (1985-1989)
- The Mighty Thor Annual, n. 15 (1985)
- Daredevil, n. 219, n. 234, n. 235 (1985)
- Heroes for Hope (1985)
- Conan the Destroyer, n. 1 e n. 2 (1985) [ristampa di "Marvel Super Special, n. 35"]
- The Mighty Thor, n. 370 (1986)
- Squadron Supreme, n. 7 (1986)
- Savage Tales (Vol.2), n. 6 (1986)
- Peter Parker, the Spectacular Spider-Man, n. 121 (1986)
- Labyrinth, dal n. 1 al n. 3 (1986-1987)
- The Fantastic Four, dal n. 296 al n. 309 (1986-1987)
- Mephisto vs., dal n. 1 al n. 4 (1987) [Avengers, Fantastic Four, X-Factor, X-Men]
- Conan of the Isles (Graphic Novel, 1988)
- Conan Saga, n. 8, dal n. 11 al n. 16, n. 18, n. 19, n. 21, dal n. 25 al n. 32, dal n. 34 al n. 56, dal n. 61 al n. 68, dal n. 70 al n. 75, dal n. 77 al n. 89, dal n. 92 al n. 97 (1988-1995) [ristampa di "Conan the Barbarian", "Conan the Barbarian Annual", "The Savage Sword of Conan" e "Marvel Super Special"]
- Marvel Comics Presents, dal n. 1 al n. 10, dal n. 38 al n. 47 (1988, 1989) [Wolverine]
- Wolverine, dal n. 1 al n. 16, n. 25, n. 27 (1988-1991)
- Blazing Western, n. 1 (A-Plus Comics, 1989) [ristampa]
- Sword of Valor, n. 1 (A-Plus Comics, 1990) [ristampa]
- Marvel Fanfare, n. 51, n. 53 (1990) [Silver Surfer; Black Knight]
- Silver Surfer: Judgement Day (1990)

### 1991-2001
- Marvel Masterworks (The Silver Surfer) Volume n. 15 e n. 19 (1991) [ristampa di Silver Surfer, dal n. 1 al n. 5, dal n. 6 al n. 17]
- Savage Sword of Conan, dal n. 190 al n. 200, dal n. 202 al n. 210, n. 222, n. 225, n. 234, n. 235 (1991-1995)
- Conan the Rogue (Marvel Graphic Novel, 1991)
- Wolverine: Bloody Choices (Marvel Graphic Novel, 1991)
- Wolverine: Save the Tiger (Marvel Graphic Novel, 1992)
- Spider-Man and Superman Crossover Classics (1992) [ristampa della pubblicazione con DC Comics]
- Roy Rogers (A-Plus Comics, 1992)
- Punisher War Zone Annual, n. 1 (1993)
- Punisher War Zone, n.  23 al n. 30 (1994)
- Punisher. A Man Named Frank (Marvel Graphic Novel, 1994)
- Punisher meets Archie, n. 1 (1994)
- The Avengers Annual, n. 23 (1994)
- Cosmic Powers Unlimited, dal n. 1 al n. 3 (1995)
- The Mighty Thor, n. 490 (1995)
- Rune/Silver Surfer, n. 1 (Malibu/Marvel, 1995)
- Origin of Galactus (1996)
- Conan the Savage, n. 10 (1996)
- Doom 2099, n. 39, n. 40 (1996)
- Fantastic Four 2099, n. 2 (1996)
- Mighty Morphin' Power Rangers. The Movie (1996)
- Son of Origins of Marvel Comics (1997)
- El Wendigo, n. 76 (GAIRNI, 1997)
- The Essential Silver Surfer (1998) [è una ristampa di Silver Surfer]
- The Mighty Thor (Vol.2), n. 9 (1999)
- The Amazing Spider-Man Annual, n. 32 (1999)
- Marvel Masterworks: Silver Surfer (1999) [è una ristampa della serie Silver Surfer]
- Conan the Barbarian: Death Covered in Gold, dal n. 1 al n. 4, (1999)
- Galactus the Devourer, dal n. 1 al n. 6 (1999/2000)
- Amazing Book, n. 3, (Edizioni UF, 2000)
- The Essential Conan, n. 1 (2000) [è la ristampa di Conan the Barbarian, n. 25]
- Stan Lee Presents: Essential Avengers Vol. 3 (2001) [è la ristampa di Avengers, dal n. 47 al n. 68 e Avengers Annual, n. 2]
- X-Men: Phoenix Rising (2001) [è la ristampa di "Mephisto vs."]
- Crossover Classics: The Marvel/DC Collection, (DC/Marvel, 2001) [ristampa della pubblicazione con DC Comics]
- Just Imagine Stan Lee with John Buscema Creating  "Superman" (DC Comics, 2001)

## Manuali
- (EN)  How to draw comics the Marvel way, A Fireside Book Published by Simon & Schuster Inc. - ISBN 0-671-53077-1 ISBN 0-671-22548-0
- Disegnare i fumetti in stile Marvel, Edizioni BD, 2011. ISBN 978-88-6123-810-7.